# ミストウォーカー
ミストウォーカー (英: Mistwalker Corporation) は、アメリカ合衆国ハワイ州のコンピューターゲーム開発会社。元日本企業。
坂口博信をはじめ植松伸夫など『ファイナルファンタジー』シリーズの開発の中心人物たちによって2004年に設立された。

## 概要
創業当時は坂口が社長に就任し、PlayOnlineシステムの作者であり後に角川ゲームスで『艦隊これくしょん -艦これ-』を手がける田中謙介が副社長に就いていた。
企業ロゴと名称は2001年に商標登録されている。

## 開発タイトル
| 発売日・配信日（日本）        | タイトル                  | ジャンル             | プラットフォーム         | 発売元                                 |
| ----------------------------- | ------------------------- | -------------------- | ------------------------ | -------------------------------------- |
| 2006年12月7日                 | ブルードラゴン            | RPG                  | Xbox 360                 | マイクロソフト                         |
| 2007年10月4日                 | ASH -ARCHAIC SEALED HEAT- | シミュレーションRPG  | ニンテンドーDS           | 任天堂                                 |
| 2007年12月6日                 | ロストオデッセイ          | RPG                  | Xbox 360                 | マイクロソフト                         |
| 2008年9月4日                  | ブルードラゴン プラス     | RPG                  | ニンテンドーDS           | AQインタラクティブ                     |
| 2008年10月16日                | AWAY シャッフルダンジョン | RPG                  | ニンテンドーDS           | AQインタラクティブ                     |
| 2009年10月8日                 | ブルードラゴン 異界の巨獣 | RPG                  | ニンテンドーDS           | バンダイナムコゲームス                 |
| 2011年1月27日                 | ラストストーリー          | RPG                  | Wii                      | 任天堂                                 |
| 2012年7月20日                 | Party Wave                | サーフィンアクション | iOS                      | 自社発売                               |
| 2012年10月1日                 | BLADE GUARDIAN            | RTS                  | iOS                      | 自社発売（App Store経由）              |
| 2014年10月9日 - 2020年6月30日 | テラバトル                | RPG                  | iOS・Android             | 自社発売（App Store、Google Play経由） |
| 2017年9月21日 - 2018年9月28日 | テラバトル2               | RPG                  | iOS・Android             | 自社発売（App Store、Google Play経由） |
| 2019年7月1日 - 2019年12月24日 | テラウォーズ              | RTS                  | iOS・Android             | 自社発売（App Store、Google Play経由） |
| 2021年4月2日                  | FANTASIAN                 | RPG                  | iOS, iPadOS, macOS, tvOS | 自社発売（Apple Arcade）               |

### 開発中止タイトル
クライオン
アクションRPG。2005年12月20日製作発表。Xbox 360用としてキャビアと共同開発、AQインタラクティブが販売元となる予定だった。